# Маргарет Радерфорд
Маргарет Радерфорд (енгл. Margaret Rutherford) је била британска глумица, рођена 11. маја 1892. године у Баламу, а преминула 22. маја 1972. године у Чалфонт Сејнт Питеру.